# Tokarilica
Tokarilica ili tokarski stroj je alatni stroj za strojnu obradu odvajanjem čestica, pomoću kojih se rezanjem obrađuju i izrađuju dijelovi okruglog (rotacijskog) oblika. Tokarenjem mogu se obraditi okrugle plohe s vanjske i unutarnje strane. Osim operacije tokarenja mogu se na tokarilicama vršiti i operacije ljuštenja, istokarivanja, bušenja, izbušivanja, upuštanja, razvrtanja, rezanja vanjskih i unutarnjih navoja, vrtloženja i ljuštenja vanjskih i unutarnjih navoja. Pri uzdužnom, poprečnom i koničnom tokarenju izradak se okreće a oštrica se tokarskog noža posmično kreće pravcem koji je paralelan, okomit ili nagnut prema osi vrtnje izratka. Pri kuglastom tokarenju oštrica tokarskog noža kreće se u posmičnom kretanju po kružnici oko osi koja prolazi središtem kugle. Pri krivuljastom tokarenju oštrica tokarskog noža slijedi u posmičnom kretanju neku krivulju.
Tokarilica se nekoć pokretala ručno, s pomoću vodenoga kola ili parnoga stapnog stroja, a danas se redovito pogoni elektromotorom. Osnovni su joj dijelovi: 
- glavno navojno vreteno s mehaničkim prijenosom te glavnim i posmičnim pogonom smještenima u kućištu (vretenište) i s uređajem za stezanje obratka (stezna glava, razgovorno amerikaner);
- saonice koje kližu vodilicama duž obratka, a na sebi nose takozvani suport s nosačem alata (na primjer stega ili revolverska glava), koji je pomičan poprječno ili uzdužno u odnosu na obradak;
- posmični prigoni saonica, odnosno suporta;
- konjić, u koji se umeće šiljak za pridržavanje vitkih obradaka ili alat za bušenje, upuštanje ili razvrtanje;
- postolje (postelja ili krevet) s vodilicima po kojima se kreću saonice i konjić.[2]

## Podjela
Različite su izvedbe tokarskih strojeva. Najčešće je u uporabi univerzalni tokarski stroj (univerzalna tokarilica) s vodoravno postavljenim glavnim vretenom na kojem se mogu obavljati sve vrste obrade tokarenjem. Za obradu dijelova velikih promjera (promjeri i veći od 15 metara) upotrebljava se tokarski stroj s okomito postavljenim glavnim vretenom, takozvana karuselna tokarilica. Slične je namjene čelni tokarski stroj, za obradu predmeta većega promjera, ali male visine, kao što su zamašnjaci, remenice, diskovi parnih turbina i slično. Automatizirani tokarski strojevi (CNC tokarilica) danas su numerički upravljani alatni strojevi CNC (engl. Computer Numerical Control), a odlikuje ih visoka razina automatizacije uz istodobnu veliku prilagodljivost. Zbog težnje za ujedinjenjem različitih postupaka obrade na jednom stroju, sve više se primjenjuju obradni centri na kojima se, primjenom pogonjenih alata, uz tokarenje izvode i drugi postupci obradbe odvajanjem čestica (na primjer glodanje i bušenje). Kinematika posmičnih gibanja kod takvih je strojeva znatno složenija i višestruka. 

### Jednostavna tokarilica
Suport služi samo kao držač alata i nije predviđen posmak (samo ručni). Broj okretanja glavnog vretena određuje se remenskim prijenosom, prebacivanjem remena.

### Univerzalna tokarilica
Univerzalna tokarilica ima elektromotorni pogon (trofazni asinkroni kavezni elektromotor). Glavni prigon je spojen na glavno radno vreteno, na kojem se nalazi centrirajuća stezna glava (amerikaner). Iz dva posmična prigona izlaze navojno vreteno za tokarenje navoja i posmično (glatko) vreteno. Oba prolaze kroz suport. Navojno vreteno se spaja preko dvodjelne (rasklopne) matice i osigurava posmak suporta koji odgovara koraku tokarenog navoja. Posmično vreteno se u suportu spaja preko padnog puža, mehanizma koji omogućava uzdužni i/ili poprečni posmak kod tokarenja. Na suportu se nalazi držač noža u koji se upinju tokarski noževi. Suport klizi po vodilicama koje se nalaze na krevetu tokarilice. Na vodilice se može ugraditi i lineta, kojom se centriraju duža i tanja vratila, kao bi se izbjegao mogući progib i velike vibracije tijekom tokarenja. Konjic na kraju tokarilice služi za centriranje duljih predmeta zbog što točnije obrade. Na njima se osim operacija tokarenja (unutarnjeg i vanjskog obodnog tokarenja, konusnog tokarenja, planskog tokarenja, urezivanja i odrezivanja, profilnog i kruvuljnog tokarenja), mogu se izvoditi operacije bušenja, upuštanja, razvrtanja, rezanja unutrašnjih i vanjskih navoja, ljuštenja, vrtloženja, iztokarivanja. 

### Kopirna tokarilica
Kopirna tokarilica obrađuje samo pomoću kopirnog uređaja. Na tokarilici se nalazi model (šablona) po kojoj klizi ticalo. Ticalo je povezano s alatom koji kopira položaj ticala. Alat je jednostavni tokarski nož masivnih dimenzija. Nalazi se u držaču alata koji je na suportu. Suport je smješten pod kutom u odnosu na os rotacije, kako bi se mogli kopirati i stepenasti oblici. Sistemi za kopiranje su: mehanički, električni, hidraulični, kombinirani (npr. elektrohidraulični).

### Planska tokarilica
Planska tokarilica služi za izradu obradaka velikih dimenzija. Izradak se upinje u plansku ploču. Može se poduprijeti konjićem. Planske tokarilice imaju dimenzije planske ploče od 1000 do 4000 mm. 

### Karusel tokarilica
Karusel tokarilica ima vodoravno položenu steznu ploču za prihvat izratka. Postoje karusel tokarilice s jednim ili dva vertikalna stupa za okomito pomicanje grede. Po vodoravnoj gredi se kreću jedan (kod jednostupne) ili dva suporta (kod dvostupne). Promjeri tokarenja kod jednostupnih su od 630 do 1500 mm, dok su kod dvostupnih od 1500 do 25 000 mm.

### Revolverska tokarilica
Revolverska tokarilica služi u serijskoj proizvodnji za kompletnu obradu izratka u jednom zahvatu. Naziv su dobile po osebujnom nosaču alata: revolverskoj glavi. Revolverska glava može prihvatiti veći broja alata, koji u jednom zahvatu izvrše sve potrebne operacije obrade. Pri tome se pojedini rezni alati ili slogovi alata uključuju jedan za drugim u obradu. Danas se sve više zamjenjuju CNC tokarilicama.

### CNC tokarilica
CNC tokarilica (engl. Computer Numerical Control) ili brojčano upravljani alatni stroj danas je sve više u upotrebi. Strojevi imaju jednu ili dvije stezne glave (amerikanera), jedan ili dva suporta s revolverskom glavom. Alati mogu biti bez ili s pogonom, te se tokarilice pretvaraju u obradne centre. Jednostavnim programiranjem moguće je proizvoditi složene predmete. Također je moguće CAD-CAM tehnologijom upotrijebiti programske naredbe iz 3D crteža.

## Mehanizam glavnog pogona tokarilica
Mehanizam glavnog pogona tokarilica sastoji se od višeosovinskog stepenastog prigona sa zupčanicima, koji dozvoljava veliki izbor brzina okretanja glavnog vretena. U glavni prigon ugrađene su dvostruke lamelne mehaničke ili elektromagnetske spojke i kočnice, kojima se stavlja u pogon i zaustavlja glavno vreteno ili promijeni (reverzira) smjer njegova okretanja. U vreteništu programirane ili automatizirane tokarilice ugrađene su uz svaki prijenosni par zupčanika po jedna elektromagnetska ili hidraulička lamelna spojka, koje omogućuju da se za vrijeme rada prema potrebi mijenja broj okretaja bez zaustavljanja hoda glavnog vretena. Područje broja okretaja B = n2 / n1 kreće se od 20 do 200. Manje vrijednosti vrijede za specijalne tokarilice a veće vrijednosti za univerzalne tokarilice.

### Pogon
Današnje tokarilice normalno imaju vlastiti pogon, obično asinkroni trofazni elektromotor. Za pogon se upotrebljavaju elektromotori obične izvedbe: s nogama i prirubni motor. Prirubni motor pričvršćen je obično na samo vretenište. Mehaničke oscilacije pogonskog motora prenose se preko glavnog vretena na izradak čime se povećava hrapavost obrađene površine. Prirubni motor se ne upotrebljava za pogon tokarilica za vrlo finu i točnu obradu. Ugradnjom elastičnog prijenosnog dijela (elastične spojke) umanjuje se utjecaj oscilacija elektromotora na rad glavnog vretena.
Obični elektromotori s nogama, osobito ako su ugrađeni na nateznicama pokraj tokarilice, ne utječu na rad glavnog vretena jer je elektromotor vezan za vretenište elastičnim prijenosom, na primjer plosnatim, klinastim ili nazubljenim elastičnim remenima.

### Glavno vreteno
Kvalitet obrađene površine izratka zavisi i o kvalitetu uležištenja glavnog vretena i njegovoj statičkoj krutosti na progib CB: 
{\displaystyle C_{B}={\frac {F}{h}}\ }
gdje je: F - progibna sila u sredini između ležajeva, a h - progib. Za glavno vreteno tokarilice za finu obradu iznosi CB najmanje 250 N/µm, a za univerzalne, produkcijske, revolverske tokarilice i automate namanje 120 N/µm. Za finu obradu i visoke brojeve okretaja glavno vreteno ima klizne ležajeve. Glavno vreteno univerzalnih, produkcijskih, revolverskih tokarilica i automata uležišteno ie u valjne ležajeve (konične, valjkaste i dvostrukovaljkaste Iežajeve), s kojima se postiže točnost u okretanju od 2 µm do 5 µm, mjereno na slobodno istaknutom trnu.

### Postelja tokarilice
Postelja tokarilice mora, kao i nosila suporta, biti kruta prema savijanju i uvijanju (torziji). Krutost postelje na progib CB mora biti veća od 330 N/µm, a sam progib manji od 230 N/µm. Krutost postelje na uvijanje CV mora biti najmanje 6,5 Nm/µm, a ψ = 192 µm.

## Tokarenje
Tokarenje je postupak obrade materijala (kovine, drva, plastike, kamena i drugog) odvajanjem čestica, kojim se ponajprije oblikuju okrugli (rotacijski) simetrični obratci, ali i drugi dijelovi. Izvodi se na alatnim strojevima tokarilicama, pri čem je glavno gibanje stalna vrtnja (kontinuirana rotacija) obratka oko stalne osi, a pomoćno gibanje (posmak) ravnocrtna translacija alata. Prema ostvarenoj kvaliteti obrađene površine tokarenje se dijeli na grubo, završno i fino. Prema obliku obrađene površine tokarenje se dijeli na okruglo, plansko (čelno), neokruglo, konusno, profilno, oblikovno (kopirno) i tokarenje navoja. Prema položaju obrađene površine tokarenje se dijeli na vanjsko i unutarnje. Prema kinematici postupka tokarenje se dijeli na uzdužno i poprječno. S obzirom na primjenu sredstava za hlađenje i podmazivanje, razlikuju se tokarenje s korištenjem takvih sredstava ili suho, bez njihove primjene. U novijoj praksi susreću se i pojmovi tvrdo tokarenje, čime se označuje tokarenje kaljenih materijala ili materijala povišene tvrdoće, te mikrotokarenje, to jest tokarenje obradaka koji se odlikuju vrlo malim izmjerama (10–6 metara). Osnovni su parametri obradbe pri tokarenju brzina rezanja, posmak i dubina rezanja. Površine nakon obrade skidanjem čestica, ma kako ona bila fina i precizna, nisu savršeno glatke. Mikroskopski gledano one su hrapave i pune neravnina raznih oblika, veličina i smjerova.
Prema postupcima tokarenja potrebno je koristiti odgovarajuće tokarske noževe. Tokarski nož se razvijao tijekom dugog razdoblja i stano se usavršava. Danas se za izradu tokarskih noževa koriste brzorezni čelik, tvrdi metal, kermet, keramika, CBN, umjetni dijamant i drugi materijali.
Strugotina je odsječeni dio materijala koji može prema strukturi imati tri oblika: lomljena (mrvičasta) strugotina, nasječena (rezana) strugotina i tekuća (trakasta) strugotina. Neki oblici strugotine su povoljni u proizvodnji, dok drugi otežavaju rad, te ih je dobro tijekom obrade usitnjavati ili lomiti. Dodavanje lomila strugotine na nož je još jedan način produljenja trajanja noža (osim optimalnih kutova noževa, kutova postavljanja noževa, zaobljenja vrha noža i ubrušivanja faze noža).

### Vrste tokarenja
Tokarenje se može podijeliti na više načina: prema obliku tokarene površine, prema položaju tokarene površine, prema kinematici gibanja noža, prema kvaliteti obrađene površine.

#### Tokarenje prema obliku tokarene površine
Prema obliku tokarene površine tokarenje se može podijeliti na:
- uzdužno tokarenje (okruglo, aksijalno): posmično gibanje je u smjeru osi rotacije;
- poprečno ili plansko tokarenje: posmično gibanje je okomito na smjer osi rotacije;
- stožasto ili konusno tokarenje: posmično gibanje je pod nekim kutom u odnosu na os rotacije;
- profilno tokarenje: koriste se profilni noževi i posmično gibanje je pod nekim kutom na os rotacije. Kod profilnog tokarenja pravac ulaza noža može se mijenjati od paralelnog s osi rotacije do okomitog na os rotacije, ali se tijekom obrade ne mijenja;
- kopirno tokarenje: posmično gibanje je u obliku krivulje u odnosu na os rotacije. Nož putuje po krivulji koju određuje ticalo kopirnog uređaja putujući po modelu (šabloni);
- tokarenje navoja: posmično gibanje je u smjeru osi rotacije i definirano je korakom navoja;
- neokruglo tokarenje: posmično i dostavno gibanje su u međusobnoj ovisnosti o glavnom gibanju.

#### Tokarenje prema položaju tokarene površine
Prema položaju tokarene površine tokarenje može biti vanjsko tokarenje i unutarnje tokarenje.

#### Tokarenje prema kinematici gibanja noža
Prema kinematici gibanja noža tokarenje može biti: uzdužno tokarenje (aksijalno), poprečno tokarenje (radijalno) i istovremeno uzdužno i poprečno tokarenje (konusi, krivulje).

#### Tokarenje prema kvaliteti obrađene površine
Prema kvaliteti obrađene površine tokarenje može biti: grubo tokarenje, polugrubo tokarenje (završno, čisto) i fino tokarenje. Tokarenjem se postižu obrade u kvaliteti od N4 do N12.

## Tokarski nož
Prema postupcima tokarenja potrebno je koristiti odgovarajuće tokarske noževe. Tokarski nož se razvijao tijekom dugog razdoblja i stalno se usavršava. Danas se za izradu tokarskih noževa koriste brzorezni čelik, tvrdi metal, kermet, keramika, CBN, umjetni dijamant i drugi materijali. Tokarske noževe je moguće podijeliti na nekoliko načina: prema vrsti obrade, prema položaju tokarenja, prema orijentaciji vrha alata, noževi za utore i odrezivanje, noževi za navoje, profilni noževi.

### Tokarski noževi prema vrsti obrade
Prema vrsti obrade tokarske noževe je moguće podijeliti na: noževi za grubu obradu, noževi za polugrubu (čistu) obradu i noževi za finu obradu.

### Tokarski noževi prema položaju tokarenja
Prema položaju tokarenja tokarske noževe je moguće podijeliti na: noževi za vanjsko tokarenje i noževi za unutarnje tokarenje.

### Tokarski noževi prema orijentaciji vrha alata
Prema orijentaciji vrha alata tokarske noževe je moguće podijeliti na: lijevi tokarski nož, neutralni tokarski nož i desni tokarski nož. Na gornju površinu noža se položi dlan ruke. Kad se pravac vrha nože i palca ruke poklope određen je smjer ili orijentacija noža.

### Tokarski noževi za utore i odrezivanje
Tokarski noževi za utore i odrezivanje mogu biti: noževi za odrezivanje, noževi za vanjsko dubljenje, noževi za unutarnje dubljenje, nož za čeono dubljenje, noževi za unutarnje i vanjsko podrezivanje, noževi za unutarnje i vanjsko profiliranje. 

### Noževi za navoje
Noževi za navoje mogu biti: noževi za vanjske navoje i noževi za unutarnje navoje.

### Profilni noževi
Profilni noževi kod tokarenja imaju samo jedno gibanje: poprečno (radijalno) ili uzdužno (aksijalno) do određene dubine, te povratno. Mogu biti ravni ili okrugli profilni noževi.

## Vanjske poveznice
|  | Zajednički poslužitelj ima još gradiva o temi Tokarilica |